# Copa do Nordeste 2013
La Copa do Nordeste 2013 è stata la 10ª edizione della Copa do Nordeste, disputata a distanza di tre anni dalla precedente edizione.

## Partecipanti
| Stato               | Squadra (Città)             | Motivo qualificazione                      |
| ------------------- | --------------------------- | ------------------------------------------ |
| Alagoas             | CRB (Maceió)                | Vincitore del Campionato Alagoano 2012     |
| Alagoas             | ASA (Arapiraca)             | 2° nel Campionato Alagoano 2012            |
| Bahia               | Bahia (Salvador)            | Vincitore del Campionato Baiano 2012       |
| Bahia               | Vitória (Salvador)          | 2° nel Campionato Baiano 2012              |
| Bahia               | Feirense (Feira de Santana) | 3° nel Campionato Baiano 2012              |
| Ceará               | Ceará (Fortaleza)           | Vincitore del Campionato Cearense 2012     |
| Ceará               | Fortaleza (Fortaleza)       | 2° nel Campionato Cearense 2012            |
| Paraíba             | Campinense (Campina Grande) | Vincitore del Campionato Paraibano 2012    |
| Paraíba             | Sousa (Sousa)               | 2° nel Campionato Paraibano 2012           |
| Pernambuco          | Santa Cruz (Recife)         | Vincitore del Campionato Pernambucano 2012 |
| Pernambuco          | Sport Recife (Recife)       | 2° nel Campionato Pernambucano 2012        |
| Pernambuco          | Salgueiro (Salgueiro)       | 3° nel Campionato Pernambucano 2012        |
| Rio Grande do Norte | América-RN (Natal)          | Vincitore del Campionato Potiguar 2012     |
| Rio Grande do Norte | ABC (Natal)                 | 2° nel Campionato Potiguar 2012            |
| Sergipe             | Itabaiana (Itabaiana)       | Vincitore del Campionato Sergipano 2012    |
| Sergipe             | Confiança (Aracaju)         | 2° nel Campionato Sergipano 2012           |

## Formato
I sedici club sono suddivisi in quattro gruppi da quattro squadre ciascuno. Le prime due classificate di ciascun gruppo accedono alla seconda fase a eliminazione diretta con partite di andata e ritorno.

## Fase a gironi

### Gruppo A
| Pos. | Squadra   | Pt | G | V | N | P | GF | GS | DR |
| ---- | --------- | -- | - | - | - | - | -- | -- | -- |
| 1    | ABC       | 10 | 6 | 3 | 1 | 2 | 12 | 6  | +6 |
| 2    | Ceará     | 10 | 6 | 3 | 1 | 2 | 6  | 5  | +1 |
| 3    | Bahia     | 8  | 6 | 2 | 2 | 2 | 6  | 8  | -2 |
| 4    | Itabaiana | 4  | 6 | 1 | 2 | 3 | 6  | 11 | -5 |

### Gruppo B
| Pos. | Squadra      | Pt | G | V | N | P | GF | GS | DR  |
| ---- | ------------ | -- | - | - | - | - | -- | -- | --- |
| 1    | Sport Recife | 12 | 6 | 3 | 3 | 0 | 13 | 3  | +10 |
| 2    | Fortaleza    | 10 | 6 | 3 | 1 | 2 | 7  | 6  | +1  |
| 3    | Confiança    | 8  | 6 | 2 | 2 | 2 | 7  | 8  | +1  |
| 4    | Sousa        | 2  | 6 | 0 | 2 | 4 | 4  | 14 | -10 |

### Gruppo C
| Pos. | Squadra    | Pt | G | V | N | P | GF | GS | DR |
| ---- | ---------- | -- | - | - | - | - | -- | -- | -- |
| 1    | Vitória    | 13 | 6 | 4 | 1 | 1 | 11 | 6  | +5 |
| 2    | ASA        | 9  | 6 | 3 | 0 | 3 | 6  | 5  | +1 |
| 3    | América-RN | 7  | 6 | 2 | 1 | 3 | 6  | 6  | 0  |
| 4    | Salgueiro  | 6  | 6 | 2 | 0 | 4 | 5  | 11 | -6 |

### Gruppo D
| Pos. | Squadra    | Pt | G | V | N | P | GF | GS | DR |
| ---- | ---------- | -- | - | - | - | - | -- | -- | -- |
| 1    | Santa Cruz | 15 | 6 | 5 | 0 | 1 | 9  | 5  | +4 |
| 2    | Campinense | 13 | 6 | 4 | 1 | 1 | 9  | 5  | +1 |
| 3    | CRB        | 6  | 6 | 2 | 0 | 4 | 8  | 9  | -1 |
| 4    | Feirense   | 1  | 6 | 0 | 1 | 5 | 4  | 11 | -7 |

## Seconda fase
|  | Quarti di finale | Quarti di finale | Quarti di finale | Quarti di finale | Quarti di finale |  |  | Semifinali       | Semifinali       | Semifinali | Semifinali | Semifinali |   |   | Finale | Finale | Finale | Finale | Finale |  |
|  |                  |                  |                  |                  |                  |  |  |                  |                  |            |            |            |   |   |        |        |        |        |        |  |
|  | ASA              | ASA              | 0                | 2                | 2                |  |  |                  |                  |            |            |            |   |   |        |        |        |        |        |  |
|  | ABC              | ABC              | 0                | 1                | 1                |  |  | ASA              | ASA              | 3          | 1          | 4          |   |   |        |        |        |        |        |  |
|  | Ceará            | Ceará            | 0                | 4                | 4                |  |  | Ceará            | Ceará            | 3          | 0          | 3          |   |   |        |        |        |        |        |  |
|  | Vitória          | Vitória          | 2                | 1                | 3                |  |  |                  |                  |            |            |            |   |   | ASA    | ASA    | 1      | 0      | 1      |  |
|  | Santa Cruz       | Santa Cruz       | 3                | 1                | 4                |  |  |                  |                  | Campinense | Campinense | 2          | 2 | 4 |        |        |        |        |        |  |
|  | Fortaleza        | Fortaleza        | 3                | 2                | 5                |  |  | Fortaleza        | Fortaleza        | 2          | 0          | 2          |   |   |        |        |        |        |        |  |
|  | Campinense (gfc) | Campinense (gfc) | 0                | 2                | 2                |  |  | Campinense (gfc) | Campinense (gfc) | 1          | 1          | 2          |   |   |        |        |        |        |        |  |
|  | Sport Recife     | Sport Recife     | 0                | 2                | 2                |  |  |                  |                  |            |            |            |   |   |        |        |        |        |        |  |